# Roc de Charmieux
Le roc de Charmieux est un sommet de la chaîne du Bargy, dans le massif des Bornes, dans le département de la Haute-Savoie.

## Géographie

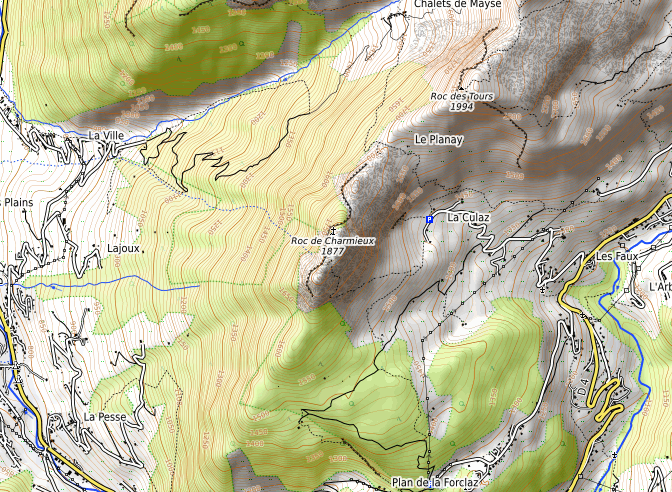
Carte topographique.

La montagne est constituée d'une dalle de calcaire urgonien de forme rectangulaire, orientée selon un axe nord-est-sud-ouest et inclinée vers l'est. Elle est délimitée sur deux de ses côtés, au nord-ouest et au sud-est, par des falaises où se trouve le point culminant à 1 877 mètres d'altitude sur le rebord Ouest de la montagne. Des voies d'escalade se trouvent dans la falaise au-dessus du chalet de la Culaz à l'est. Le roc de Charmieux domine le village d'Entremont situé à l'ouest dans la vallée du Borne. Il constitue l'extrémité méridionale de la chaîne du Bargy, au sud-ouest du roc des Tours.

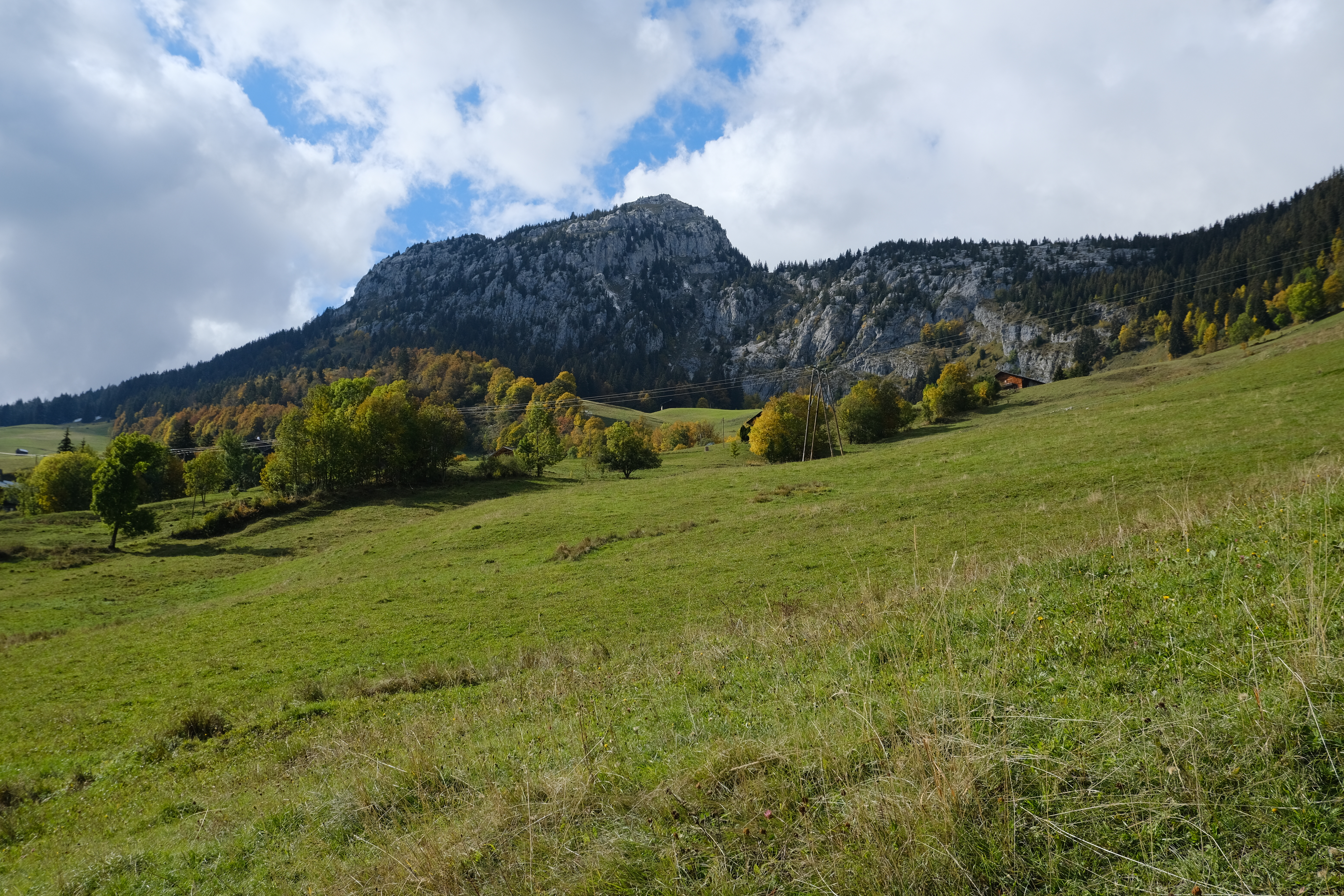
Le roc de Charmieux vu depuis l'est.